# Divna Stanković
Divna Stanković (Leskovac,1956 – 2011) bila je učesnica i jedna od organizatorki velikog građanskog protesta u Leskovcu 1999. godine protiv režima Slobodana Miloševića, jedna od osnivačica leskovačkog Narodnog parlamenta, mirovna aktivistkinja  Žena u crnom, Mreže prigovora savesti, Mreže Žene protiv nasilja, kao i jedna od osnivačica Ženskog centra u Leskovcu.
Za njen humanitarni rad grad Leskovac joj je posthumno dodelio Oktobarsku nagradu.

## Građanski protest u Leskovcu 1999.
Neposredno nakon završetka rata na Kosovu, u Leskovcu na jedinstven način izbija masovna građanska pobuna. Naime, na lokalnoj televiziji Leskovac, koja je bila pod kontrolom režima Miloševića, tehničar Ivan Novković prekida program, i izražavajući nezadovolјstvo politikom na lokalnom i nacionalnom nivou, poziva građanstvo na proteste. To je bio jedinstven slučaj da se jedan režimski medij iskoristi za organizovanje anti-režimskih protesta.
Odgovor na ovaj poziv bio je masovan – 5. jula 1999, na protestu se okuplja oko 20.000 ljudi. Divna Stanković je jedna od građanki koja se u narednih mesec i po dana obraća javnosti na leskovačkim protestima, a nakon 44 dana, postaje jedna od osnivačica Narodnog parlamenta.

## Aktivistički angažman
Nakon protesta u Leskovcu Divna Stanković se priključuje Ženama u crnom, Мreži prigovarača savesti, a kasnije i Mreži žena protiv nasilja nastaloj na inicijativu Autonomnog ženskog centra u Beogradu.
Na lokalnom nivou se nije libila da javno otvara pitanja korupcije, kriminala  i posebno nelegalne trgovine narkoticima koja se odvija pod zaštitom delova vlasti.
Nakon petooktobarskih promena, Divna Stanković se fokusirala na pitanja nasilja prema ženama i sve vidove diskriminacije, ekonomsko osnaživanje žena, kao i humanitarni rad.
Takođe je smatrala da je važno insistirati na rodnoj ravnopravnosti, i nije se libila da kritikuje fenomene i ljude kojima je svojim delovanjem omogućila da dođu na vlast nakon smene režima Miloševića.
Divna Stanković je smatrala da je civilno društvo bitan korektivni faktor društva: „Žene predstavljaju više od 50% biračkog tela, one su birale parlamentarke i ove bi morale da nas uzmu u obzir, a u protivnom treba da izvršimo pritisak na njih kako bi shvatile važnost civilnog društva“.